# Вайвала Катерина
Катерина Вайвала (нар. 8 березня 1991, м. Херсон, Україна) — українська акторка театру і кіно.

## Життєпис
Народився 8 березня 1991 року у місті Херсон.
На сцені почала виступати з 2008 року, коли їй було 12 років.
В кіно почала зніматися з 2014 року (епізод у фільмі «Особиста справа»). Протягом 2018 року знялась у п'яти телесеріалах.
2016 року закінчила Київського національного університету театру, кіно і телебачення ім. Івана Карпенка-Карого за спеціальністю «актор драматичного театру і кіно» (майстерня Юрія Висоцького). З цього ж року — акторка Київського театру на Подолі.
Одружена. Виховує доньку Ренату.

## Фільмографія
- 2014 — Особиста справа — епізод
- 2016 — Підкидьки — Вероніка
- 2016 — Будинок на холодному ключі — епізод (у титрах — Айвала Катерина)
- 2017 — Пес-2 (19-та серія «Учитель») — Таня
- 2017 — Тато Ден — Світлана
- 2017 — Невиправні — Оксана Холмова
- 2018 — Спадкоємиця мимоволі — Оля
- 2018 — Марк + Наталка — Маринка
- 2018 — Кохання під мікроскопом — Люда
- 2018 — За вітриною — Світлана Горобець, продавчиня відділу парфумерії
- 2018 — Вище тілько кохання — артистка
- 2019 — Фантом — епізод
- 2019 — Пограбування по-українськи — блогерка
- 2020 — Подаруй мені щастя — Надія Величко
- 2020 — Довга дорога до щастя — Лара

## Ролі у театрі
Київський академічний драматичний театр на Подолі
- LA BONNE ANNA, АБО ЯК ЗБЕРЕГТИ СІМ'Ю − Анна
- ВІЧНО ЖИВІ − Вероніка Богданова
- ВІРА, НАДІЯ, ЛЮБОВ… (ЯМА) − Надія
- ДІВЧИНА З ВЕДМЕДИКОМ, або Неповнолітня… − Зіна
- ЗВІДКИ БЕРУТЬСЯ ДІТИ? − Жанна
- ПЕРЕДЧУТТЯ МИНИ МАЗАЙЛА − Алмазова, комсомолка
- ПРОДАВЕЦЬ ДОЩУ − Снукі
- ПАН ЛАМПА − Пані Страшинська
- ЗА ДВОМА ЗАЙЦЯМИ − Проня
- МОЄ СТОЛІТТЯ − Фостін, правнучка
- Зойчина квартира − Лізонька
- ОБЕЖ − Дана
- Орестея[3]